# Richard Aungerville

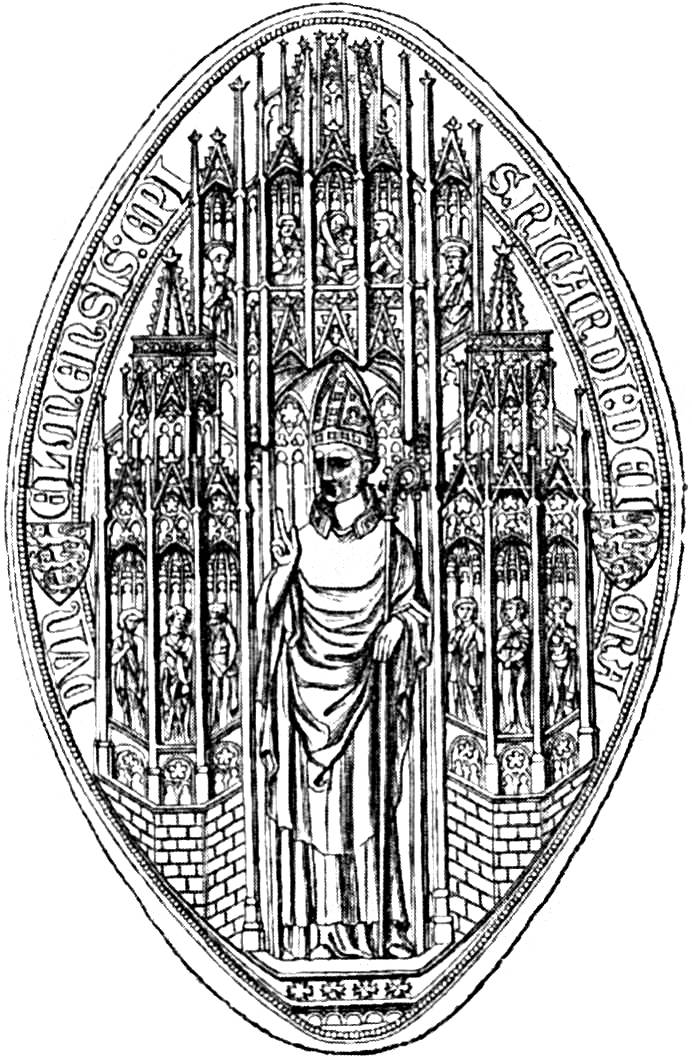
Siegelabdruck des Bischofs Richard Aungerville

Richard de Bury (eigentlich Richard Aungerville) (* 24. Januar 1281 oder 1286/1287 bei Bury St. Edmund’s in Suffolk; † 14. April 1345 in Durham) war Bischof von Durham von 1333 bis 1345. De Bury war königlicher Hofbeamter und Gesandter, Priester, Lehrer, Förderer des Bildungswesens und Autor, besonders aber wurde er bekannt als Sammler von Büchern und Verfasser der ersten Schrift über Bibliophilie.

## Leben
Als Sohn von Sir Richard Aungervyle in der Nähe von Bury St Edmunds in der Grafschaft Suffolk geboren und zunächst von seinem Onkel erzogen, dann auf einer Grammar School in den Sieben Freien Künsten unterrichtet, wurde er nach Absolvierung seiner Hochschulausbildung in Oxford, wo er Philosophie und Theologie studierte, königlicher Diplomat und Lordkanzler unter Eduard III., dessen Tutor er einst gewesen war. Wahrscheinlich traf er 1333 Petrarca in Avignon, wohin er zweimal, 1330 und 1333, als Gesandter Edwards III. gereist war, und ließ sich von ihm literarisch beeinflussen. Seit 1333 gegen das Votum des Kapitels von Edward III zum Bischof von Durham bestellt, war er häufig in dessen Auftrag in diplomatischer Mission unterwegs auf Gesandtschaftsreisen, die ihn mehrfach nach Schottland, aber auch auf den Kontinent führten, wo er 1338 Kaiser Ludwig IV. in Koblenz begegnete. Nach 1342 zog er sich aus dem politischen Leben zurück und konzentrierte sich auf sein Bistum und den Aufbau seiner Bibliothek, die teilweise bald nach seinem 1345 erfolgten Tod, teilweise nach der Auflösung des Durham College zu Oxford durch Heinrich VIII. zerstreut wurde. Von den nur zwei Handschriften, die identifiziert wurden, ist eine nach dem Editor und Übersetzer Ernest C. Thomas British Museum, Roy. 13 D. iv. 3 mit den Werken von Johannes von Salisbury, die Zuweisung der anderen, Oxford, Bodleian Library, Laud. MS. Misc. 264 mit Schriften Anselms von Canterbury und anderer, beruht möglicherweise auf einer Namensverwechslung mit Richard von Wallingford, dem Abt der Abtei von St Albans, verursacht durch eine missverständliche Formulierung im Artikel über letzteren in Band 48 des Dictionary of National Biography von 1896.

## Philobiblon
In seinem Buch Philobiblon, das er 1344 verfasste (Erstdruck Köln 1473), preist er in einem kunstvollen Latein voller Enthusiasmus und Phantasie den Wert von Büchern an und begründet, warum sie geliebt werden müssen. Er beschwert sich über ihre Missachtung und über zerstörerische Kriege. Er beschreibt sein Suchen, seine Entdeckungen, die Preise der Bücher, seine Studien, seine Idee einer Lesekultur und stellt dar, wie eine Bibliothek organisiert werden sollte. Er schreibt unter anderem, dass „Bücher der wahre Reichtum der Welt sind, ein göttliches Geschenk, von dem man niemals genug bekommen kann, unentbehrlich für jene, die auf der Suche nach Wahrheit, Wissen und Weisheit sind“. In Büchern würde man die Toten finden, als ob sie noch am Leben wären. Seine große Liebe zu Büchern verewigte er wie folgt:
Bücher, ihr seid goldene Behälter, gefüllt mit Manna; Felsen, aus denen Honig sprudelt; Euter, strotzend von der Milch des Lebens, unerschöpfliche Vorratskammern; der viergeteilte Strom des Paradieses, der die menschliche Seele labt und den durstigen Geist netzt und tränkt; fruchtbeladene Oliven, Weine von Engaddi; Feigenbäume, die keine Missernte kennen; brennende Lampen, immer in den Händen zu tragen.

## Werke
- Philobiblon in The Latin Library
- Liber Epistolaris (Ed. by Noel Denholm-Young, Oxford, 1950)
- Philobiblon, seu De amore librorum. Drucker des Augustinus, De fide (=Johann Solidi?), Köln 1473. (Digitalisat)
- Alfred Hartmann (Hrsg.): Richardus de Bury, Philobiblon oder die Liebe zu den Büchern. Schweizerische Bibliophilen-Gesellschaft, Bern 1955 (lateinisch-deutsch)
- Ernest C. Thomas (Hrsg.): Richard de Bury, Philobiblon. The text and translation, mit einem Vorwort hg. von Michael McLagan, Blackwell, Oxford 1960, Barnes & Noble, New York 1970
- Carlo Carena (Hrsg.): Richardus de Bury, Philobiblon. La passione per i libri (Archivi di arte antica). Allemandi, Torino u. a. 2006, (lateinisch-italienisch), ISBN 978-88-422-1243-0.